# Renée Dunan
Renée Dunan, née en 1892 à Avignon et morte le 8 août 1936, est une écrivaine, critique et poétesse anarcha-féministe française.

## Biographie
On sait peu de choses de Renée Dunan. Elle n’a pas laissé de mémoires, et sa correspondance, loin d'être rare, est malheureusement éparpillée. 
Elle serait née à Avignon en 1892 dans une famille d’industriels et est décédée en 1936. Après des études chez les religieuses et avant de devenir journaliste, elle aurait travaillé dans des bureaux puis aurait beaucoup voyagé.
Féministe, elle fut anarchiste, naturiste et pacifiste. Dadaïste, elle fut en relation avec André Breton, Philippe Soupault, Louis Aragon, Paul Éluard, Francis Picabia. 
Elle a écrit une cinquantaine d’ouvrages sur une courte période, l’essentiel de ses écrits ayant été édité entre 1922 et 1934 (jusqu’à huit titres par an). Les genres de ses romans sont variés : érotisme, aventures, historique, policier, psychologique, ésotérique, fantastique, science-fiction et récits préhistoriques. 
Elle a publié des nouvelles dans des revues comme Les Œuvres libres et collaboré à au moins deux numéros de L’En-dehors, la revue anarchiste individualiste d’E. Armand. En 1928, « Le nudisme, revendication révolutionnaire ? » et, en 1933, « Le nudisme et la moralité ». Elle a écrit un essai sur l’écrivain René Boylesve et collaboré au Crapouillot ainsi qu'au journal humoristique pour hommes Le Sourire.
Renée Dunan a publié sous de nombreux pseudonymes : Louise Dormienne, M. de Steinthal, Chiquita, Ethel Mac Singh, Luce Borromée, Laure Héron, Ky, A.-R. Layssa (peut-être E.-L. Loayssa ?), Esther Sybra, Georges Damian, Léa Saint-Didier, William Stafford (liste non exhaustive).
Certains pseudonymes qui lui sont attribués ne sont pas confirmés par des sources sûres : Marcelle La Pompe, Jean Spaddy, Renée Camera, Paul Vorgs.

Ky C n'est pas un pseudonyme de Renée Dunan, pas plus qu'A. de Sainte-Henriette, qui était en réalité Annie de Mytho.
Fabrice Mundzik a envisagé que Georges Dunan ait usurpé l'identité de Renée Dunan à la fin des années 1930.
À la bibliothèque de l'Arsenal et à la bibliothèque Marguerite-Durand, à Paris, se trouvent des fonds d'archives sur Renée et Georges Dunan.

### Livres
- La Triple Caresse, 1922
- La Culotte en jersey de soie, 1923 [lire sur Wikisource]
- Une heure de désir, 1929
- La Flèche d'Amour, 1925
- Le Stylet en langue de carpe, 1926, [lire sur Wikisource]
- Magdeleine, 1926
- Mimi Joconde ou la belle sans chemise, 1925
- L'Amant trop aimé, 1925 (M. de Steinthal)
- Le Prix Lacombyne, 1924
- Baal ou la magicienne passionnée, livre des ensorcellements, 1924, [lire sur Wikisource]
- Le Brigand hongre, 1924, [lire sur Wikisource]
- Kaschmir, Jardin du bonheur, 1925, [lire sur Wikisource].  Réédition sous le titre : Le Jardin du bonheur, Talents Hauts Éditions, Collection Les Plumées, 2019.
- La Dernière Jouissance, 1925
- Les Nuits voluptueuses, 1926
- Au Temple des Baisers, 1927
- Entre deux caresses, 1927, [lire sur Wikisource]
- Je l'ai échappé belle !, 1927
- Ces dames de Lesbos, 1928, [lire sur Wikisource]
- Le Sexe et le Poignard : La Vie ardente de Jules César, 1928, [lire sur Wikisource]
- La Confession cynique, 1928
- Éros et Psyché, 1928 [lire sur Wikisource]
- Cantharide, roman de mœurs parisiennes, 1928
- Les Caprices du sexe ou les Audaces érotiques de Mademoiselle Louise de B…, 1928, (Louise Dormienne) [lire sur Wikisource]
- L'Extraordinaire aventure de la Papesse Jeanne, 1929 [lire sur Wikisource]

- Les Amantes du diable (1550), 1929
- Le Masque de fer ou l'amour prisonnier, 1929
- Les Jeux libertins, 1930
- La Chair au soleil, 1930
- Le Mystère du Léopard, 1931 (Esther Sybra & William Stafford)
- Les Marchands de voluptés, 1932 [lire sur Wikisource]
- La Philosophie de René Boylesve, 1933, Paris : Le Divan, Le Souvenir de René Boylesve [essai sur l’œuvre de René Boylesve] [lire sur Wikisource]

- Le Vol du diamant Travancore, Paris : Le Livre de l'avenir, Mystère, Aventures, Police no 6, 1933.
- Le Corps découpé, Paris : Le Livre de l'avenir, Mystère, Aventures, Police no 7, 1933.
- Le Chat-Tigre du Service secret, Paris : Le Livre de l'avenir, Mystère, Aventures, Police no 8, 1933.
- Le Plan mortel, Paris : Le Livre de l'avenir, Mystère, Aventures, Police no 9, 1933.
- La Mort qui rôde, Paris : Le Livre de l'avenir, Mystère, Aventures, Police no 10, 1933.
- Le Mystère du soleil des tombes, Paris : Le Livre de l'avenir, Mystère, Aventures, Police no 14, 1934.
- La Montagne de diamants, Paris : Le Livre de l'avenir, Mystère, Aventures, Police no 15, 1934.
- Le Meurtre du milliardaire, Paris : Le Livre de l'avenir, Mystère, Aventures, Police no 16, 1934.
- L’Épouvantable secret, Paris : Le Livre de l'avenir, Mystère, Aventures, Police no 17, 1934.
- La Jouissance de l'amant de Pamela
- Le Plaisir d'une nuit étoilée
- Grande Encyclopedie Illustree des Sciences Occultes, 1937 (avec des autres, sous la direction de Dom Néroman)
- Le Roman de la fin des Hommes, recueil original composé par Fabrice Mundzik, tirage limité chez Les Moutons électriques, 2015
- Le Monde des Rondipètes (À la manière de J.-H. Rosny aîné…), Bibliogs, 2015
- Mystère, Aventures, Police volume 1, Les Moutons électriques, 2019. Contient Le Vol du diamant Travancore, Le Corps découpé, Le Chat-Tigre du service secret, « Renée Dunan et le roman Policier » (préface) de Fabrice Mundzik et une postface de Victor Margueritte.
- Mystère, Aventures, Police volume 2, Les Moutons électriques, 2019. Contient Le Plan mortel, La Mort qui rôde, Le Mystère du soleil des tombes, « Les Écritures secrètes : Où les diplomates « travaillent » comme Arsène Lupin » (article signé Laure Héon), « Crime et Littérature » (article) et « Un Crime étonnant » (nouvelle).
- Mystère, Aventures, Police volume 3, Les Moutons électriques, 2019. Contient La Montagne de diamants, Le Meurtre du milliardaire, L'Épouvantable secret et « Renée Dunan : Bibliographie sélective » de Fabrice Mundzik.

### Nouvelles
- « Le Métal », dans Floréal no 41-43, 1920. Illustrations de Henry Chapront, texte intégral.
- « Asie », dans Les Œuvres libres no 68, 1926.
- « Uzcoque », dans Les Œuvres libres no 108, 1930.
- « Un Crime étonnant », dans Fouilles archéobibliographiques (Esquilles), Bibliogs, 2016 ; Mystère, Aventures, Police volume 2, Les Moutons électriques, 2019.
- « L’Aubergiste », dans Le Novelliste no 3, 2019.

### Articles
- Le nudisme, revendication révolutionnaire ?, L’En-dehors, no 148/149, décembre 1928, texte intégral
- Irons-nous un jour dans la Lune ?, dans Fouilles archéobibliographiques (Fragments), Bibliogs, 2015